# '60s on 6
The '60s on 6 (або The '60s) — некомерційна супутникова радіостанція на платформі Sirius XM Radio. Її плейлист складається переважно з топ-40 найкращих хітів 1960-х початку 1970-х років. Станція веде мовлення на 6 каналі Sirius XM та 6006-му каналі Dish Network. 9 лютого 2010 року співпрацю з Sirius XM припинив оператор Direct TV замінивши її новою музичною послугою Sonic Tap.
Подібно до радіостанцій такого ж формату, 60s on 6 намагається відтворити атмосферу ефіру 60-х, використовуючи звички ді-джеїв, сленг та спосіб подачі новин того часу.
За підрахунками агентства Arbitron, The 60s входила до п'ятірки найулюбленіших радіостанцій аудиторії послуги XM, збираючи 581,000 слухачів щотижня.

## Після об'єднання з Sirius
Об’єднання з Sirius 12 листопада 2008 року внесло зміни у роботі радіостанції. Плейлист, який складався з 3,000 пісень, було скорочено для підкреслення хітів топ 10. Зокрема, з ротації було виключено чимало низько рейтингових пісень, а також кросоверну та гумористичну музику.  Пет Кларк, який керував станцією після звільнення у 2004 році першого програмного директора Клівленда Віллера, був звільнений разом з диск-жокеєм Марті Томпсоном. Залишилися Флеш Фелпс та Террі Янг, також до колективу Білл Лі та Майк Келлі. Лі згодом перейшов на ‘70s on 7. Кузен Брюсі веде суботнє шоу по заявках у прямому ефірі. Вулфмен Джек очолив  денний блок мовлення, замінивши закриті передачі Sonic Sound Salute, Sweet Sixteen Music Machine countdown та радіосеріал Чікмен.
З класичних джинглів радіостанції прибрано належність до ХМ Radio. А у 2009 році в ефірі з'явилися нові джингли на основі 31 випуску "Music Explosion".

## Ведучі
- Кузен Брюсі

Середа 17:00 – 21:00 за східним часом.
Субота 20:00 – 23:59 за східним часом.
Неділя 17:00 – 21:00 за східним часом.
Після десятиліть у званні Короля радіо Топ-40 у Нью-Йорку, Брюс Морроу здобув новий дім та національну аудиторію слухачів на хвилях SiriusXM – і про це не шкодує! Кузен Брюсі легендарний своєю любов’ю до хітів 60-х та власних слухачів.
- Майк Келлі

Понеділок, вівторок, четвер, п’ятниця – 13:00-18:00 за східним часом.
Середа – 13:00-17:00, субота – 10:00-15:00 за східним часом.
Неділя – 13:00-18:00 за східним часом.
Майк став ді-джеєм різдвяного дня 1973 року, коли його колега пішов до магазину. Майк обожнює видатні актуальні пісні 60-х років та американські потужні автомобілі. Ви відчуєте його захоплення мелодіями "Little Old Lady from Pasadena," "Little Deuce Coupe" або "Drag City" тощо.
- Флеш Фелпс

Будні – 6:00-12:00 за східним часом.
Неділя – 10:00-13:00 за східним часом.
17 років Флеш працював на радіостанціях по всій країні, перш ніж долучитися до команди Sirius XM. Може за 3 секунди прочитати алфавіт задом навпаки, перерахувати назви усіх штатів США за 30 секунд і навіть підказати місце відпочинку на будь-якій трасі США. Флеш – людина унікальна та водночас один із нас!

## Програми
- Суботня вечірка з Кузеном Брюсі

Субота, 20:00-23:59 за східним часом.
Це традиційна вечірка, де ми з Кузеном Брюсі поринаємо в океан видатних хітів 60-х. Без цього шоу ваш тиждень буде неповним.
- Крузен' з кузеном Брюсі

Середа, 17:00-21:00 за східним часом.
Повтор неділя 17:00 за східним часом.
Послухайте найкращі хіти рок-н-ролу 60-х років, підібрані кузеном Брюсі!
- Огляд 60-х

Субота, 14 за східним часом.
Повтор неділя та середа о 21:00 за східним часом.
Щотижня Лу Сімон підбиває підсумки найкращих 40 хітів епохи 60-х тижня. Ви почуєте добірку незабутніх синглів, інструментальної музики, фолк-року та багато іншого. Музика і пам'ять йдуть разом у програмі Огляд 60-х.

## Виконавці
- The Beatles
- The Beach Boys
- The Supremes
- Рой Орбісон
- The Animals
- The Who
- Дженіс Джоплін
- Боб Ділан
- The Four Tops
- Cream
- Dave Clark Five
- Creedence Clearwater Revival
- The Rolling Stones
- Джимі Гендрікс
- Арета Франклін
- Отіс Реддінг
- Петула Кларк
- The Four Seasons
- Simon and Garfunkel
- Томмі Джеймс
- The Hollies
- Paul Revere &the Raiders
- The Temptations
- The Doors
- Марвін Гей
- Tommy James &he Shondells